# Arnold Verhoff
Arnold Verhoff (* 21. März 1889 in Wiedenbrück; † 7. März 1972 ebenda) war ein deutscher Kommunalpolitiker und ehrenamtlicher Landrat (Zentrum und CDU).

## Leben und Beruf
Nach dem Schulbesuch schloss sich eine Maurerlehre an. Verhoff war in diesem Beruf bis zur Rentengewährung tätig, zuletzt als Polier. Er war verheiratet und hatte drei Kinder.
Von 1924 bis 1933 gehörte er dem Stadtrat in Wiedenbrück als Zentrumsabgeordneter an und war zeitweise Fraktionsvorsitzender. 1946 gehörte er zu den Gründungsmitgliedern der CDU in Wiedenbrück. Vom 28. März 1961 bis zum 8. Oktober 1964 war Arnold Verhoff Bürgermeister seiner Heimatstadt Wiedenbrück.
Mitglied des Kreistages des Landkreises Wiedenbrück war er vom 10. Januar 1946 bis zum 29. August 1964. Vom 18. Januar 1946 bis zum 22. April 1961 war Verhoff auch Landrat des Kreises. Er war in zahlreichen Gremien des Landkreistages Nordrhein-Westfalen vertreten.